# Phước Long, Đồng Nai
Phước Long là một phường thuộc tỉnh Đồng Nai, Việt Nam.

## Địa lý
Phường Phước Long có vị trí địa lý:
- Phía đông giáp xã Bom Bo.
- Phía tây giáp phường Phước Bình.
- Phía nam giáp xã Phú Trung.
- Phía bắc giáp xã Phú Nghĩa.

Phường Phước Long có diện tích 71,87 km², dân số năm 2025 là 33.145 người, mật độ dân số đạt 461 người/km².

## Lịch sử
Ngày 16 tháng 6 năm 2025, Ủy ban Thường vụ Quốc hội ban hành Nghị quyết số 1662/NQ-UBTVQH15 về việc sắp xếp các đơn vị hành chính cấp xã của tỉnh Đồng Nai năm 2025. Theo đó, sắp xếp toàn bộ diện tích tự nhiên, quy mô dân số của các phường Long Thủy, Thác Mơ, Sơn Giang và xã Phước Tín thành phường mới có tên gọi là phường Phước Long.
Sau khi sáp nhập, phường Phước Long có 71,87 km² diện tích tự nhiên và dân số 33.145 người.